# Awakening the Zodiac
Awakening the Zodiac, distribuito in Italia con il titolo Zodiac - Il ritorno, è un film del 2017 diretto da Jonathan Wright con Shane West, Leslie Bibb e Matt Craven.
Benché ambientata ai giorni nostri, si tratta dell'ennesima pellicola ispirata ai reali ed irrisolti delitti dello Zodiaco che avvennero alla fine degli anni Sessanta nell'area della California e che ebbero un grande impatto mediatico e sociale.

## Trama
Mick e Zoe sono due sposi che vivono in una roulotte e sbarcano il lunario con piccoli lavori saltuari. Mick cerca di porre rimedio alla loro precaria situazione finanziaria acquistando, assieme all'anziano Harvey, alcuni magazzini dismessi, sperando di rivendere il materiale abbandonato al loro interno. In uno di questi, Harvey trova delle vecchie bobine in 8 mm. che sembrano appartenute al cosiddetto Killer dello Zodiaco, un serial killer mai arrestato e dell'identità ignota che operava negli anni Sessanta: i filmati riprendono infatti gli omicidi del killer. Harvey e Mick convincono Zoe, all'inizio riluttante, a seguire gli indizi per rintracciare il proprietario del magazzino e delle bobine, in modo tale da ottenere la ricompensa per un caso ancora formalmente aperto. La loro indagine dilettantesca li espone ad una serie di pericoli, visto che senza saperlo sono tenuti d'occhio dal killer stesso.